# C'est donc ton frère
Pour plus de détails, voir Fiche technique et Distribution.
C'est donc ton frère (Our Relations) est un film burlesque américain du duo comique Laurel et Hardy réalisé par Harry Lachman, sorti en 1936.

## Synopsis
Laurel et Hardy se retrouvent par hasard dans la même ville que leurs frères jumeaux, Alf et Bert, tous deux marins, qu'ils croyaient morts. C'est le début d'une série de quiproquos où femmes et petites amies s'intervertissent.

## Fiche technique
- Titre : C'est donc ton frère
- Titre original : Our Relations
- Réalisation : Harry Lachman
- Scénario : Felix Adler, Richard Connell, Charles Rogers et Jack Jevne (en), d'après la nouvelle The Money box de W.W. Jacobs
- Musique : Leroy Shield
- Décors : Arthur I. Royce et William Stevens
- Photographie : Rudolph Maté
- Son : William Randall
- Montage : Bert Jordan
- Production : Stan Laurel et Hal Roach Distribution MGM
- Société de production : Hal Roach Studios
- Société de distribution : Metro-Goldwyn-Mayer (USA et France)
- Budget : 400 000 $[1]
- Pays de production :  États-Unis
- Format : Noir et blanc
- Genre : Comédie burlesque
- Durée : 65 minutes
- Dates de sortie : 
  - États-Unis : 30 octobre 1936
  - France : 25 février 1937

## Distribution
- Stan Laurel (VF: Franck O'Neill) : Stan Laurel et Alf Laurel
- Oliver Hardy (VF: Gabriel Zakin) : Oliver Hardy et Bert Hardy
- Alan Hale (VF : André Nicolle) : Joe Grogan, le serveur de la brasserie Denker
- Sidney Toler (VF : André Lorière) : le capitaine du SS Periwinkle
- Daphne Pollard : Madame Daphné Hardy
- Betty Healy : Madame Betty Laurel dite Bubbles
- James Finlayson (VF : Émile Duard) : Finn, le chef mécanicien du SS Periwinkle
- Lona Andre : Lily
- Iris Adrian : Alice
- Ralf Harolde (VF : Georges Spanelly) : le chef des gangsters
- Noel Madison : L'autre gangster
- Arthur Housman : L'ivrogne

Et parmi la distribution non créditée :
- Gertrude Astor : une cliente du Pirate's club
- Harry Bernard : le premier officier de police
- Joe Bordeaux : un malfrat sur le quai
- Ed Brandenburg : un consommateur
- Baldwin Cooke : un barman / un client de la brasserie Denker
- Bobby Dunn (VF : Lucien Bryonne) : le jeune messager
- Alex Finlayson : un client de la brasserie Denker
- Dick Gilbert : un homme au tribunal
- Virginia Grey : une cliente du Pirate's club
- Charlie Hall : un homme au Mont-de-piété
- Dell Henderson (VF : Paul Forget) : le juge Polk
- Jack Hill : un client du Pirate's Club
- Fred Holmes : un huissier
- Sam Lufkin : un serveur
- Charles McMurphy : un officier dans la voiture de police
- James C. Morton : un barman
- Bob O'Connor : un malfrat sur le quai
- Lee Phelps : le barman du Pirate's club
- James Pierce : le portier
- Tiny Sandford : Tony, un malfrat sur le quai
- Rosemary Theby : une cliente du Pirate's club